# Styrbjarnar þáttr Svíakappa
Styrbjarnar þáttr Svíakappa (El relato de Styrbjörn el campeón de Suecia) es una historia corta, una þáttr sobre el héroe sueco y jefe de los Jomsvikings Styrbjörn el Fuerte, conservado en el libro Flateyjarbók, insertado junto a Hróa þáttr heimska en la descripción del cortejo de Olaf II el Santo a la princesa sueca Ingegerd Olofsdotter. Parece que el propósito de los escritos era introducir conocimientos sobre la corte sueca, sus tradiciones y la figura de Þorgnýr el Lagman.
En la historia, Styrbjörn se convierte en el nuevo caudillo de los Jomsvikings y está en guerra con los daneses, hasta que concierta la paz con el rey danés Harald Blåtand, quien, a cambio, cede la mano de su hija y 100 naves a Styrbjörn. No obstante, a Styrbjörn no le satisface el acuerdo y ataca a Dinamarca con una flota enorme y obliga al rey Harald a darle 200 naves y el mismo rey como rehén. 
Styrbjörn regresa a Suecia y reclama el trono sueco. Styrbjörn sacrifica a Thor por el triunfo, pero Erico el Victorioso sacrifica a su vez a Odín y promete que en diez años entregará su vida al dios si vence. 
El día del enfrentamiento entre los ejércitos de ambos contendientes, Þorgnýr el Lagman había creado una ingeniosa máquina de guerra atando caballos y vacas juntos con lanzas y picas. El artilugio crea confusión y estragos entre los Jomsvikings, y tras tres días de batalla Erico arroja su lanza sobre los daneses al grito de Os entrego a todos a Odín. Según la leyenda, un desprendimiento de tierras y una lluvia de las flechas del mismo Odín aniquilaron a Styrbjörn y a sus hombres.